# Sostre
|  | Per a altres significats, vegeu «Sostre (aeronàutica)». |

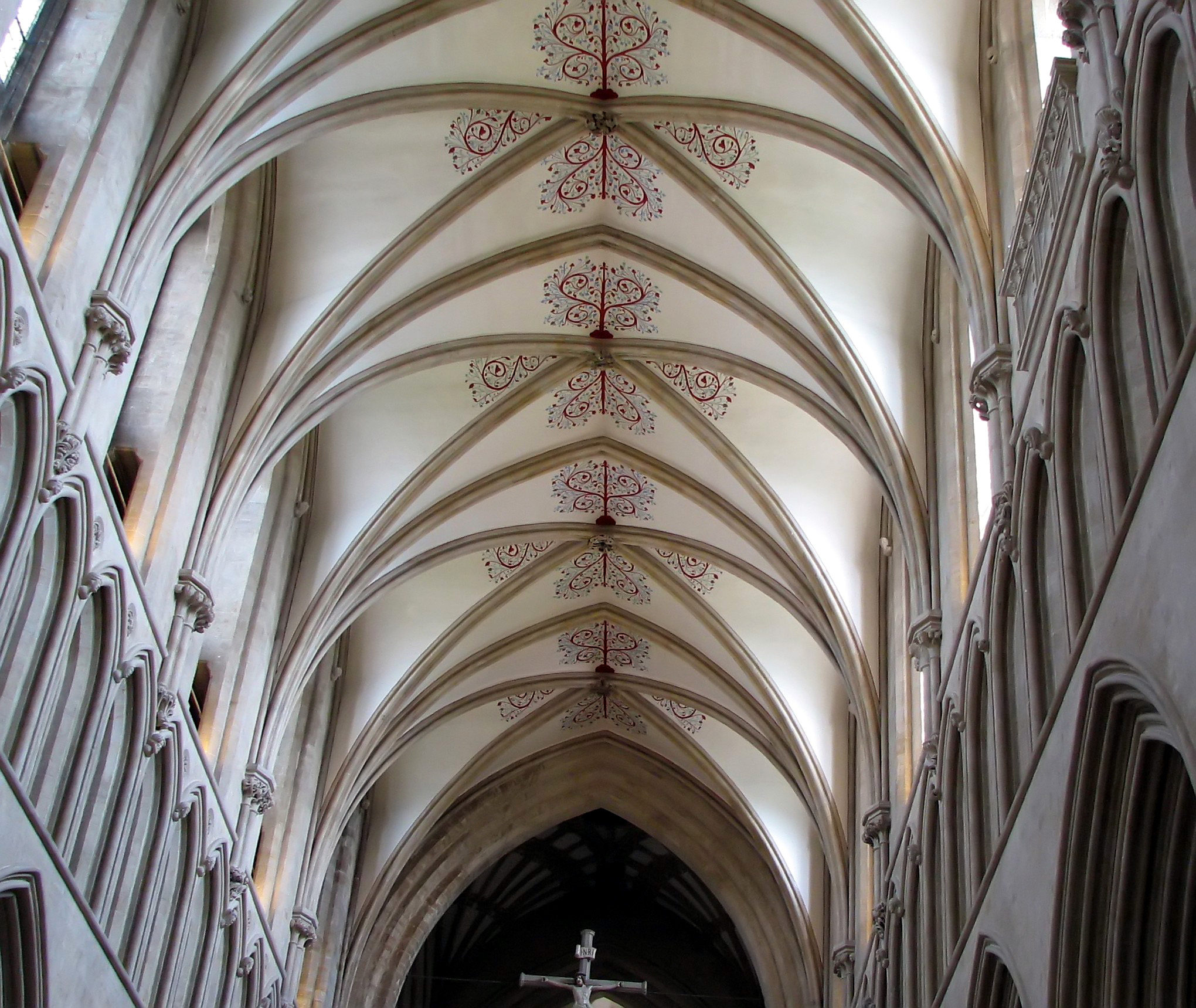
Sostre de la Catedral de Wells, a Anglaterra

Sostre és la superfície interior, generalment horitzontal, per damunt dels límits superiors de les parets d'un edifici o d'una cambra, i en aquest cas separa dues cambres sobreposades i serveix de coberta a la de sota i de paviment a la de dalt. La superfície inferior del sostre s'acostuma a anomenar també trebol, trespol i també sòtil (a Mallorca), teginat (DIEC) o treginat (al Pla del Penedès i al País Valencià) i treginada (a Menorca i Mallorca, al costat de sostre, aquest darrer exclusiu a Eivissa). La coberta que dona a la part exterior de l'edifici és la sostrada, teulada o terrat.
En general no és un element estructural, sinó més aviat un acabament de superfície que oculta la part inferior del terra (forjat)
o de la teulada que hi ha per damunt de l'estructura.
Segons la finalitat i del tipus de construcció, el sostre pot ser dissenyat i construït de diverses formes (horitzontal, en forma de volta, de cúpula, etc.) i amb una gran varietat de materials.

## Elements dels sostres
Depenent del tipus arquitectònic de l’habitatge o edifici, el sostre està basat en alguns elements constructius que cal recordar : arquitraus, bigues, cairats, voltes, carregament, ... etc.

## Materials
Els sostres físics estan construïts de materials diversos. Les propietats d’un sostre depenen del disseny, la construcció i els materials.

### Classificació[4]
- Material metàl·lics
- Material ceràmics
- Polímers
- Materials mixtes i compostos
- Materials compòsits
- Materials de protecció: pintures, vernissos, zinc per a galvanisat, anodisat, cromat, ...

### Característiques generals
- Propietats mecàniques
  - Resistència
  - Rigidesa
  - Estabilitat química
- Propietats ignífugues
- Aïllament tèrmic
- Aïllament acústic
- Propietats acústiques
- Capacitat d’absorció d’energia mecànica
- Costos de compra, manteniment i reciclatge
- Disponibilitat
- Propietats òptiques: opacitat, transparència, reflectivitat,...
- Propietats decoratives: color, textura superficial, ...

### Materials pròpiament dits

#### Habitatges primitius i/o senzills (a nivell de terra o sense un pis alçat)
El sostre acostuma a ser la part inferior de la teulada. Si és practicable proporciona una habitabilitat reduïda.
- Glaç Iglús.
  - A vegades algun bloc de glaç del sostre és transparent per permetre la llum natural.[5]
- Pells Tipis
- Branques. (Vegeu Wigwam[6] i wickiup ).[7]
- Canyes[8]
- Palla o elements vegetals similars[9]
- Fusta
  - Fusta semi-elaborada (Cabanes de troncs).[10]
  - Fusta serrada.[11]
  - Fusta preparada.[12]
- Planxes metàl·liques ondulades.[13]
- Planxes de fibrociment. ( "Uralita").[14]
- Lloses de pedra
  - c.1300? Segons uns versos occitans recordats per Armand de Belvezer, que parlen d'una teulada enllosada:

| « | Qui cubre de lausa, Cent ans se repausa, So diz Salomos. Qui be no l'afusta, Sa mort y ajusta, Respon li Marcos. | » |

 Traducció aproximada: Diu Salomó: qui fa el sostre de lloses pot reposar cent anys; Marcos li respon: Si no el reforça bé, el sostre, amb bigues i similars és que hi vol morir enterrat.
- Lloses de pissarra.[16]
- Pedra
  - Sense tallar. Per exemple: cabanes de pedra seca.[17]
  - Pedra picada
- Maons, totxos i similars
- Toves.[18]
- Tàpia.[19]
- Argamassa
- Formigó
- Estores
- Canyissos
- Feltre.[20]
- Teixits

#### Habitatges d’un pis o més
Les cases d’un o més pisos, plenament practicables i habitables han de tenir trebols resistents, i un sistema d’escales o similar. El sostre d’un nivell és la part baixa del nivell superior.

## Documents
- 1471-1484. Capella Sixtina.[21]
- 1584. Concòrdia per a fer una torra a Argentona. Esmentant diversos sostres.[22]
- 1699.[23]
- 1724. Pintat de sostres.[24]
- 1799.[25]
- 1845.[26]
- 1856.[27]
- 1863 - 1875. Tabernacle de Salt Lake City.[28]
- 1885.[29]
- 1889.[30]
- 1895.[31]
- 2000. Canyissos i les seves funcions en construcció.[32]
- 2008. Cúpula de la Sala de drets humans (Palau de les nacions, Ginebra).[33]
- 2016. Teginat.[34]